# NAMM

Logo targów

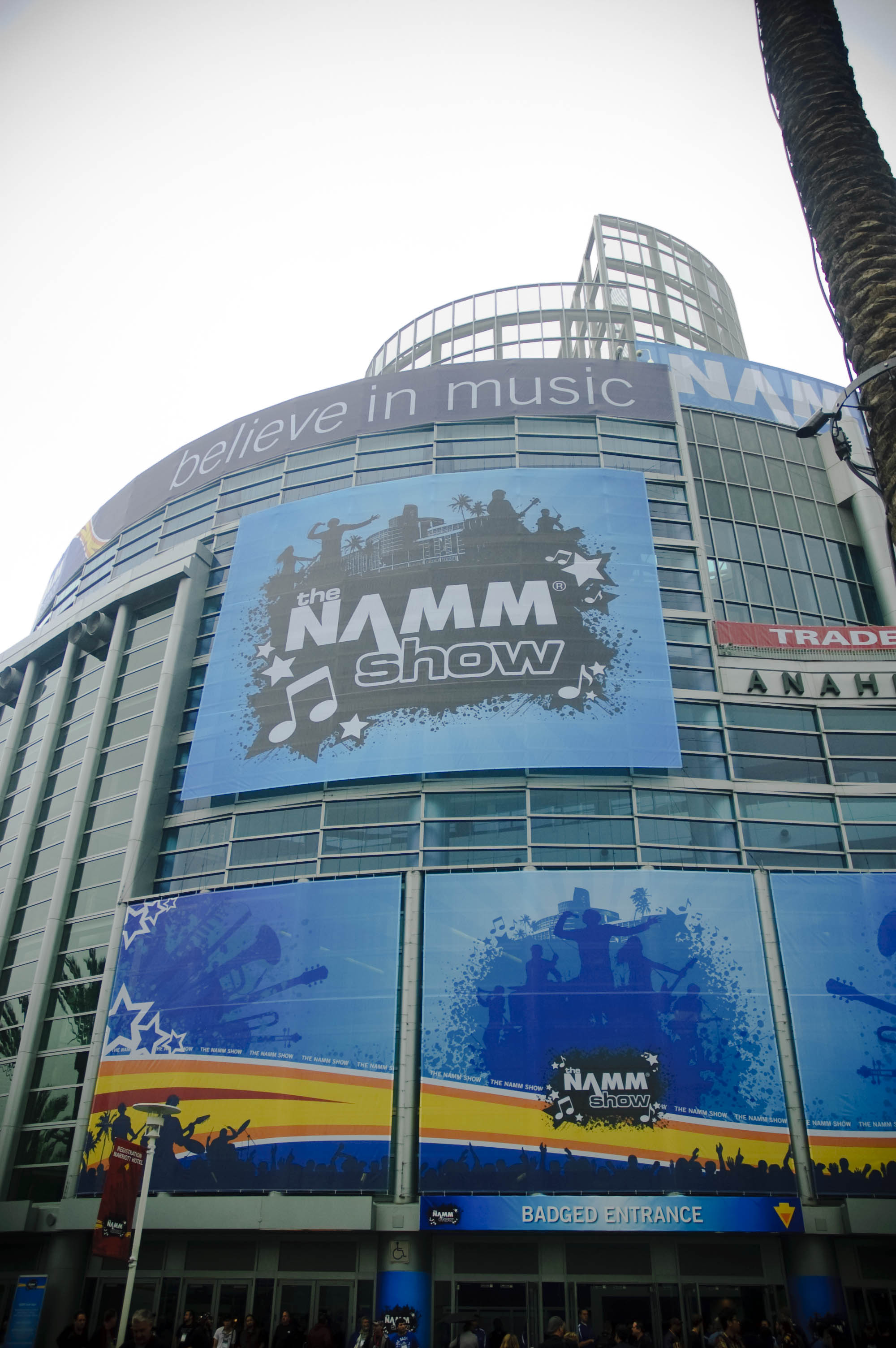
Anaheim Convention Center, 2013

NAMM (skrót od National Association of Music Merchants) – amerykańskie targi przemysłu muzycznego. Odbywają się corocznie w Anaheim w stanie Kalifornia w Anaheim Convention Center. Są to największe tego typu targi na świecie, gromadząc w 2015 roku przedstawicieli 1500 firm. Po raz pierwszy odbyły się w 1901 roku. Impreza ma charakter zamkniętej, jest dostępna jedynie dla przedstawicieli branży muzycznej, w tym m.in. dla producentów i dystrybutorów. Impreza gromadzi corocznie ponad 90 tys. odwiedzających.